# Brestovica pri Komnu
Brestovica pri Komnu este o localitate din comuna Komen, Slovenia, cu o populație de 204 locuitori.